# Tazza Farnese
Tazza Farnese – pochodząca z okresu hellenistycznego starożytna gemma z sardonyksu, eksponowana obecnie w Narodowym Muzeum Archeologicznym w Neapolu (nr inw. 27611).
Gemma ma kształt talerza o średnicy 20 cm. Wykonana została prawdopodobnie dla któregoś ptolemejskiego władcy Egiptu w I wieku p.n.e., John Pollini natomiast datuje ją na czasy Oktawiana Augusta. Na jednej stronie widnieje głowa Meduzy, zaś interpretacja wizerunku umieszczonego na drugiej stronie zabytku nastręcza wiele trudności, niemniej sfinks widniejący na dole pozwala umieścić ją w Egipcie. Tożsamość przedstawionych postaci jest sporna, Ennio Quirino Visconti dopatrywał się w nich Izydy, Horusa i upersonifikowanego Nilu, inni badacze widzą w nich jakieś bóstwa greckie lub alegoryczne wizerunki władców ptolemejskich. W środku gemmy znajduje się otwór o nieznanym pochodzeniu i przeznaczeniu.
Zabytek po raz pierwszy wzmiankowany jest na początku XV wieku, znajdował się wówczas w Samarkandzie lub Heracie, gdzie oglądał go Muhammad al-Chajjam. W połowie tegoż stulecia trafił do Italii, przywieziony przypuszczalnie przez cesarza bizantyjskiego Jana VIII lub już po upadku Konstantynopola. W 1538 roku gemma stała się własnością rodziny Farnese, której zawdzięcza swoją nazwę. Pod koniec XVIII wieku wraz z innymi rodowymi skarbami trafiła do Neapolu i znajduje się obecnie w zbiorach tamtejszego Narodowego Muzeum Archeologicznego.
W 1925 roku zatrudniony w muzeum niezrównoważony psychicznie ochroniarz w napadzie szału stłukł parasolką witrynę, w której przechowywana była gemma, rozbijając ją w konsekwencji na kilka kawałków. Fragmenty udało się jednak złożyć i skleić.